# Pianale Chrysler LX
Il pianale Chrysler LX è un tipo di piattaforma automobilistica sviluppata da Chrysler ai tempi dell'alleanza con Mercedes-Benz per vetture di taglia grande (come grandi berline, ammiraglie e coupé). Debuttata nel 2005 la piattaforma LX è in grado di supportare anche motori dall'architettura V6 e V8 ed è disponibile sia con trazione posteriore che integrale. Ha sostituito la precedente piattaforma LH del gruppo Chrysler.

## Il contesto

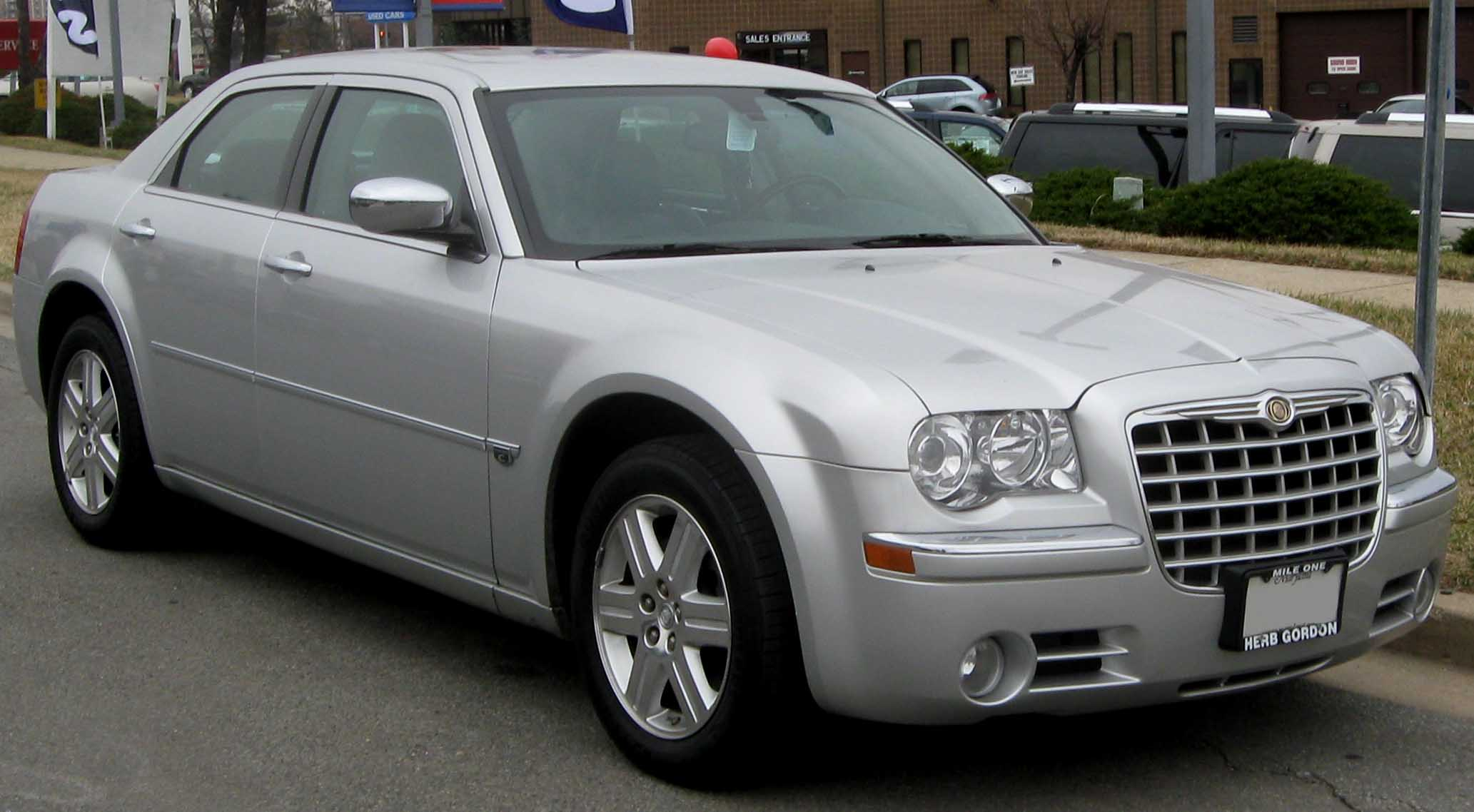
La Chrysler 300 C ha portato al debutto il pianale LX nel 2005

### Nascita e caratteristiche
La piattaforma LX è stata sviluppata dalla Chrysler ai tempi dell'alleanza DaimlerChrysler con lo scopo di realizzare una nuova gamma di ammiraglie a marchio Chrysler e Dodge equipaggiate con la trazione posteriore (o integrale); le precedenti grandi vetture del gruppo statunitense (quali la Chrysler 300M e la sorella Dodge Intrepid) erano basate tutte sull'ormai anziana piattaforma LH a trazione anteriore introdotta per la prima volta nel 1993, inoltre a causa di vincoli strutturali non potevano essere equipaggiate con i più grandi motori dall'architettura V8, molto graditi dal pubblico statunitense. Così alla Chrysler progettano la nuova piattaforma LX che doveva garantire maggior flessibilità d'impiego rispetto alla progenitrice LH e maggior comfort con migliori doti stradali a tutte le vetture che la utilizzassero come base. Inoltre utilizzando componenti tedeschi di origine Mercedes-Benz, come sospensioni e sterzo, sono stati ridotti i costi di produzione e i tempi di sviluppo.
In particolare la struttura adotta lo stesso schema di sospensioni anteriori della Mercedes-Benz Classe S (serie W220) con disegno a quadrilatero deformabile particolarmente raffinato che garantisce un comfort notevole rispetto al più comune MacPherson; al retrotreno è presente lo schema Multilink a cinque bracci (di cui tre in alluminio e due in acciaio) lo stesso adottato dalla Mercedes-Benz Classe E (serie W211).
Erroneamente, per i primi anni di produzione, la stampa indicava il pianale LX strettamente imparentato con il telaio della Mercedes Classe E serie W210, in realtà lo stesso Burke Brown che era a capo del progetto LX ha chiarito in una intervista che la piattaforma è interamente progettata da Chrysler e non utilizza i componenti della datata W210 bensì li eredita dalla più recente Classe E W211 (debuttata nel 2003 e prodotta fino al 2009) oltre che dalla più grande Classe S W220.
La maggior flessibilità d'impiego di questa piattaforma, rispetto alla vecchia LH, ha permesso di adottare oltre alla trazione posteriore anche quella integrale, i cui modelli erano identificati dalla sigla AWD. Il passo è di 3,048 metri.
La piattaforma LX debutta nel 2005 con le berline Chrysler 300 C e la sorella più sportiva Dodge Charger; a seguire sarà utilizzato anche dalle rispettive versioni station wagon vale a dire la 300 C Touring e la Dodge Magnum che utilizzavano sospensioni autolivellanti Nivomat che mantenevano costante l'altezza della vettura da terra. Oltre ai modelli di grande produzione, il telaio LX è stato utilizzato anche da alcuni concept car come la Chrysler Nassau.
I motori erano disposti in posizione longitudinale in blocco con il cambio, e potevano avere architettura V6 e V8.

### Versioni a passo corto e passo lungo
Nel 2008 Chrysler introduce la variante a passo accorciato (ridotto a 2,949 metri) denominata piattaforma LC: questa versione è stata studiata appositamente per la coupé Dodge Challenger, più compatta nelle dimensioni rispetto alle ammiraglie Charger e 300 C. La variante LC è stata utilizzata anche nel 2009 dalla Chrysler 200C EV, il prototipo con motore elettrico che anticipava l'erede della Sebring, ma che non ha avuto un seguito produttivo a causa degli eccessivi costi di produzione.
Nel 2006 con il prototipo Chrysler Imperial il passo del pianale viene allungato fino a 3,124 metri (versione ribattezzata piattaforma LY); anche in questo caso si tratta solo di un aumento del passo senza modifiche all'avantreno o al retrotreno. La versione LY però non avrà un esito produttivo ma rimarrà allo stadio di prototipo insieme alla Imperial sotto la quale ha esordito.

### Evoluzione

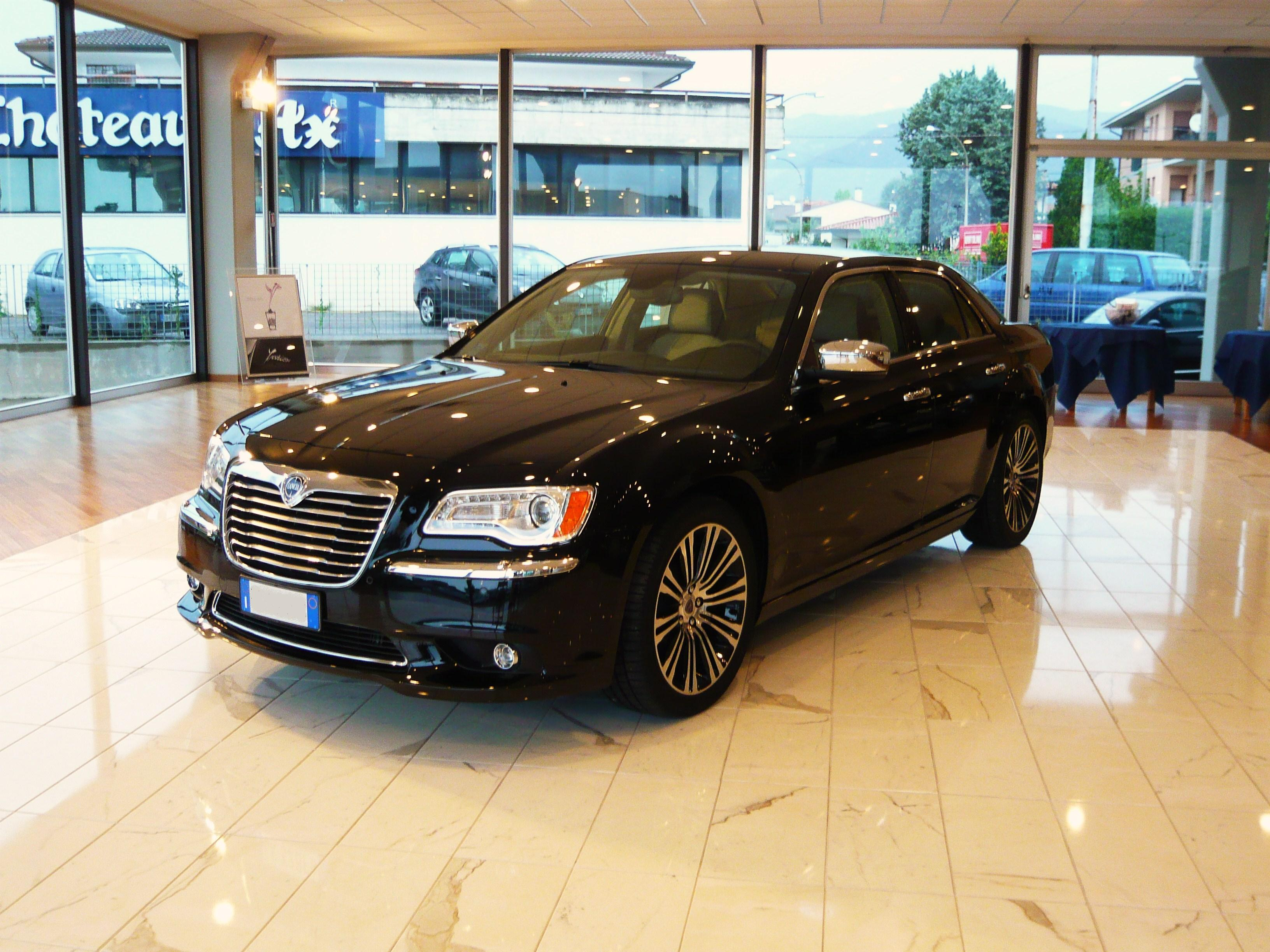
La Lancia Thema, realizzata sull'ultima evoluzione del pianale LX

Nel 2011 viene presentata una profonda evoluzione della piattaforma LX voluta dai vertici Fiat-Chrysler per la seconda generazione delle ammiraglie Chrysler 300 C e Dodge Charger: in particolare vengono aggiornate le sospensioni, all'anteriore si trovano ora nuove sospensioni con schema Multilink, viene irrigidita la taratura rispetto a prima per migliorare l'handling delle vetture (soprattutto per i modelli destinati al mercato europeo come la Lancia Thema, la gemella della 300 C) inoltre a aumenta la percentuale di acciai alto-resistenziali utilizzati per la costruzione della struttura e l'utilizzo di nuove leghe leggere contribuisce a diminuirne il peso della piattaforma di una decina di chilogrammi. Tutte le modifiche saranno apportate anche alla versione LC a passo corto.
Sul fronte della sicurezza sia la Chrysler 300 C che la Lancia Thema sono state sottoposte ai crash test NHTSA ed Euro NCAP rispettivamente, ottenendo il punteggio massimo di 5 stelle in entrambe le prove.

### La produzione
La piattaforma LX attualmente viene prodotta solo in Canada presso lo stabilimento di Brampton dell'Ontario di proprietà della Chrysler Group; in passato questo telaio è stato prodotto anche in Cina nello stabilimento di Pechino per mezzo di una joint-venture dell'era DaimlerChrysler per le vetture destinate al mercato locale. Dal 2006 al 2010 la piattaforma è stata assemblata anche a Graz in Austria presso lo stabilimento della Magna Steyr per mezzo di una joint venture specifica. In Austria venivano prodotti anche tutti i modelli di autovetture basate sull'LX con guida a destra; sempre a Graz veniva prodotto anche il sistema di trazione integrale 4Matic utilizzando le stesse linee di produzione della Classe E W211 che veniva prodotta nello stesso stabilimento.

## Utilizzo
- Chrysler 300 C (dal 2005)
- Chrysler 300 C Touring (dal 2005)
- Dodge Magnum (2005-2008)
- Chrysler Imperial concept car (2006)
- Dodge Charger (dal 2006)
- Chrysler Nassau concept car (2007)
- Dodge Challenger (dal 2008)
- Chrysler 300 (dal 2011)
- Lancia Thema (dal 2011)